# Niels Johan Føyn
Niels Johan Føyn (født 23. februar 1860 i Slagen ved Tønsberg, død 13 juni 1945) var en norsk meteorolog.
Føyn blev cand. real. 1886, ansat 1888 ved Kristiania meteorologiske institut og studerede 1893—1895 med statsstipendium i Berlin og Wien. Han bestyrede 1903—1915 Bergens meteorologiske observatorium og blev 1915 underbestyrer ved Kristiania meteorologiske institut. Føyn blev medlem af Kristiania Videnskabsselskab 1904. Blandt Føyns videnskabelige arbejder er at fremhæve: Wolken-Beobachtungen in Norwegen 1896—97 (1900), afhandlingen Abhängigkeit des Barometerstandes von den Terrainverhältnissen i Meteorologische Zeitschrift (1910), der har megen interesse ved at påvise en hidtil upåagtet faktor i lufttrykket, en oversigt over Norges Klima i jubilæumsværket Norge 1814—1914 (1915) og Das Klima von Bergen, I. Teil.: Niederschläge (Bergens Museums aarbok (1910), II Teil: Lufttemperatur (sammesteds 1916). Føyn tog 1928 afsked som underdirektør ved det meteorologiske institut i Oslo.